# 하퍼 리

넬레 하퍼 리(영어: Nelle Harper Lee, 1926년 4월 28일 ~ 2016년 2월 19일)는 1960년에 쓴 소설 《앵무새 죽이기》로 유명한 미국의 작가다. 1961년 퓰리처상을 수상했고, 문학 분야의 공로를 인정받아 2007년 미국 대통령이 주는 자유의 메달을 수상하였다. 2015년 2월 작가가 쓴 미발표 원고이자 《앵무새 죽이기》의 기반이 된 소설, 《파수꾼》이 발견되었고 다섯 달 뒤인 7월 14일 전 세계에 동시 출간되었다. 이듬해 2월에 향년 91세의 일기로 사망하였다.

## 삶과 작품

### 어린 시절
하퍼 리는 미국 앨라배마주 먼로빌에서 1926년 4월 28일에 아마사 콜레만 리의 1남 3녀 중 막내딸로 태어났다. 그녀의 아버지는 한 때 신문의 편집자와 소유주이었고, 변호사이었으며 앨라배마 주의회에서 1926년부터 1938년까지 활동하였다. 어렸을 때, 리는 남자 같은 여자아이이었고 일찍부터 책을 읽기 시작하였으며, 학교 친구 그리고 이웃 친구와 즐겁게 우정을 나누었다. 그녀의 소꿉친구는 나중에 소설가로 활동한 트루먼 커포티이었다.
먼로빌에서 고등학교를 졸업한 이후에, 리는 1944년 몽고메리에 있는 여자 대학인 헌팅던 대학에 진학하여 여성 사교모임인 카이 오메가(chi omega)에 가입하고, 학생 잡지에 여러 편의 글을 쓰며 학내 유머 잡지이었던 "레머 제머"(Rammer Jammer)의 편집자로 활동했다. 1947년 앨라배마 대학교 법과대학에 들어가 교환학생 자격으로 영국 옥스퍼드 대학에서 1년 간 유학을 했다. 1950년에 뉴욕으로 이사하고 본격적으로 글을 쓰며 동부항공사(Eastern Air Lines)와 영국해외항공(BOAC)의 예약 담당 직원으로 일했다.

### 《앵무새 죽이기》
1956년 그녀의 친구들인 마이클 브라운과 조이 윌리엄스 브라운은 그녀에게 1년치 생활비를 선물로 주면서 다음과 같은 쪽지를 남겼다. "네가 한 해동안 직장을 벗어나서 쓰고 싶은 글을 썼으면 좋겠어. 메리 크리스마스." 친구들에게 재정적 지원을 받은 리는 한 해동안 작품 창작에 전념했고 1957년 에세이 두 편과 단편소설 세 편을 가지고 J. B. 리핀코트 출판사의 편집자인 테이 호호프(Tay Hohoff)를 찾아갔다. 하지만 편집자는 단편소설 한 편을 장편소설로 개작하라는 권유를 받았고 이듬해 리는 《파수꾼》원고를 완성해 테이 호호프에게 보낸다. 이 원고를 본 테이 호호프는 다시 그것을 고쳐 쓰기를 권유했고 리는 1959년 《앵무새 죽이기》를 완성한다. 이 작품은 1960년 7월11일에 출간되어 즉시 베스트셀러 반열에 오르고, 비평가의 칭찬을 받았다. 그리고 그 이듬해에는 하퍼 리에게 퓰리처상의 영예를 안겨 주었다.
1962년에는 영화화되어 아카데미 시상식에서 8개 부문에 노미네이트되는 쾌거를 이룩했고 애티커스 핀치 변호사 역할을 맡았던 그레고리 펙은 남우주연상을 수상했다. 2001년에는 시카고 '한 도시 한 책' 운동의 도서로 선정되어 당시 그곳의 큰 문제였던 인종 차별에 대한 토론의 장을 마련하고 시민들의 의식을 변화시켰다. 1991년 미국 국회 도서관 선정 가장 영향력 있는 책 2위 (1위는 성경), 1998년 미국 《라이브러리 저널》 선정 20세기 가장 영향력 있는 소설 1위, 1999년에는 문학 저널의 여론 조사 결과 금세기 최고의 소설, 2006년 영국 도서관-박물관 아카이브 협의회 선정 영국 사서들이 꼽은 모두가 읽어야 할 책 1위, 2008년 영국 온라인 서점 플레이닷컴 선정 영국인들이 꼽은 역사상 최고의 소설 1위, 2008년 르네상스 러닝 조사 미국 고등학생들이 가장 널리 읽는 책 1위, 굿리즈닷컴 선정 20세기 독자에게 가장 사랑 받은 책 1위에 뽑혔고, 지금까지 전 세계 4천만 부 이상의 판매고를 올린 것으로 알려졌다. 한국에서는 문예출판사에서 출간하다가, 2015년 7월 출판사 열린책들에서 번역을 새롭게 다듬은 개역판을 출간했다.
1930년대 미국의 어느 작은 마을 메이콤을 배경으로 펼쳐지는 "앵무새 죽이기"는 상당 부분 분명히 자전적이다. 사내 같은 여자아이인 스카웃은 리와, 변호사인 애티커스 핀치는 작가의 아버지와 유사하다. 작품의 줄거리에는 법정 소송이 포함되어 있는데, 이런 소송은 법을 공부했던 리에게는 친숙한 일들이다. 스카웃의 친구인 딜은 리의 어렸을 적 이웃에 살던 소꿉친구이었던 트루먼 카포티로부터 영감을 얻었다. 반면에 리는 카포티의 첫 번째 소설인 "다른 목소리, 다른 방들"에 나오는 인물의 모델이 되었다.

### 《파수꾼》
《파수꾼》의 집필 과정은 위에 언급했던 친구들의 재정적 지원에서 시작한다. 1956년 크리스마스 날, 30세의 나이에 하퍼 리는 인생을 바꿔 놓을 선물을 받게 된다. 마이클 브라운이라는 친구가 쓰고 싶은 글을 쓰라며 1년치 생활비를 준 것이다. 1957년 1월부터 6주 동안 모든 원고를 저작권 에이전트에게 준 것으로 보아, 3개월 동안 《파수꾼》의 원고 작업을 본격적으로 한 것으로 보이며, 5월에 개고를 완료하여 J. B. 리핀코트 출판사에 제출했다. 그 후 출판사 편집자 중 하퍼 리를 담당하게 된 테이 호호프 편집자는 《파수꾼》을 읽은 소감을 이렇게 밝혔다.
이 원고가 소설의 요소를 갖추고 있다는 점에는 의심의 여지가 없었다. 생생한 이야기였다. 등장인물들도 살아 움직이는 것 같고 입체적이었다. 전체적으로 진정한 작가의 자질이 번득였다. 하퍼 리는 에세이나 단편소설을 한 편조차 발표해 본 적이 없는데 이 소설은 확실히 아마추어의 작품이 아니었다.
하지만 테이 호호프는 원고를 달리 쓸 필요가 있다고 보았다. 아무래도 《파수꾼》이 다루고 있는 내용이 당시 한창 일어나고 있던 시대 상황의 뜨거운 이슈에 너무 가깝고 직접적이라고 판단한 듯하다. 하퍼 리는 테이 호호프의 조언에 따라 어린아이의 일인칭 목소리로 소설을 쓰기 시작했고, 그 결과 《파수꾼》과는 전혀 다른 《앵무새 죽이기》가 1960년 7월에 탄생했다.
하퍼 리는 《앵무새 죽이기》를 출간하고 소설 한 편을 더 쓰고 일단 보류해 두었던 《파수꾼》을 출간할 생각이었다고 한다. 하지만 《앵무새 죽이기》가 예상치 못한 성공을 거두자 언론의 관심이 쏟아졌고 하퍼 리는 《앵무새 죽이기》를 능가하는 작품을 쓰지 못할 것이라는 두려움에 은둔을 택했다. 《앵무새 죽이기》 출간 직후 인터뷰를 제외하고는 하퍼 리는 언론과의 접촉을 피했고 인터뷰를 요청하는 언론에 죽어도 싫다는 글자만 써서 보냈을 뿐이다. 하퍼 리를 세상의 지나친 관심으로부터 보호해 주던 친언니 앨리스 리가 2014년 11월 사망하자, 앨리스가 고용하고 있던 변호사 토냐 카터가 그 보호자 역할을 이어받았다. 토냐 카터는 2014년 8월 말에 하퍼 리의 안전 금고에서 《파수꾼》 원고를 발견했다고 한다. 하퍼 리는 《파수꾼》 출간을 놓고 고민했으나 주변의 의견을 들어 본 끝에 《파수꾼》을 출간하기로 결정했다고 한다. 55년만에  《파수꾼》은 출간 전부터 인터넷 서점 아마존 예약 판매 1위, 미국 초판 발행 부수 200만 부를 기록하며 전 세계 언론의 관심을 받았고 2015년 7월 14일 미국, 영국, 스페인, 독일, 브라질, 덴마크, 네덜라드, 카탈로니아, 스웨덴, 한국에서 동시 출간되었다.
《앵무새 죽이기》를 집필하는 데 기반이 되었던 하퍼 리의 첫 작품인 데다가, 《앵무새 죽이기》의 주인공이 20년이 지나 성장했을 때의 이야기이기 때문에 《파수꾼》은 《앵무새 죽이기》의 전작이자 후속작, 최초이자 최후의 작품이다. 《파수꾼》이 쓰인 시기는 20세기 중엽, 미국에서 한창 흑인 인권 운동의 불길이 번지던 때다. 소설은 50여 년 전에 쓰였지만 그 주제는 지금까지도 유효하다. 하퍼 리는 《파수꾼》 속에서 부녀의 대립과 갈등을 통해 우리 사회 속에서 진정한 양심은 어디에 있는지, 인간의 본질은 무엇인지를 말한다.
《앵무새 죽이기》와 같이 《파수꾼》도 인권 유린 문제에 경종을 울린 작품이다. 그러나 《앵무새 죽이기》의 주인공 진 루이즈가 여섯 살 아이였다면 《파수꾼》은 주인공이 스물여섯 살의 성인이다. 20년의 차이가 있는 만큼 세상을 바라보는 의식의 차이가 두드러진다. 집필 당시 작가의 주변에서 실제 일어나고 있던 흑인 인권 운동과 백인들의 폭동들이 나오고, 이를 대하는 당시 사람들의 상반된 의견이 작중 인물들에 그대로 스며 있다. 그 밖의 세계사적 사건이나 문학적 인용도 작품을 읽어 내는 데 주요한 혈맥 역할을 한다. 또한, 《앵무새 죽이기》와 《파수꾼》은 둘 다 성장 소설의 형식을 띠고 있기도 하다. 《파수꾼》 속 주인공은 성인이지만 이제 막 어른들의 세계에 발을 들여 놓았다. 진 루이즈에게 아버지는 양심의 파수꾼과 같은 존재였다. 그는 재판에서 흑인을 변호했고, 피부색에 관계없이 모두를 평등하게 대했다. 그러나 딸은 아버지의 다른 모습을 발견하게 된다. 아버지의 집에서 흑인 비하 일색인 소책자를 보게 된 것이다. 그 순간부터 딸에게 아버지는 증오와 극복의 대상이 된다. 뒤따르는 실망과 분노, 갈등과 대립은 그녀를 진정한 어른으로 성장시킨다.

## 글쓰기
- 하퍼 리 (1960) To Kill a Mockingbird(앵무새 죽이기). New York: J. B. Lippincott.
- 하퍼 리 (1961) "Love — In Other Words". Vogue Magazine.
- 하퍼 리 (1961) "Christmas to Me". McCall's Magazine.
- 하퍼 리 (1965) "When Children Discover America". McCall's Magazine.
- 하퍼 리 (2006) "A Letter from Harper Lee to Oprah Winfrey". "O" Magazine.
- 하퍼 리 (2015) "Go Set a Watchman"(파수꾼). HarperCollins in the United States, William Heinemann in the United Kingdom and OPENBOOKS in the Republic of Korea.

## 선정 내역

### 《앵무새 죽이기》
- 1961년 퓰리처상 수상, 2007년 자유의 메달 수상
- 1991년 미국 국회 도서관 선정 성경 다음으로 가장 영향력 있는 책 1위
- 1998년 미국 《라이브러리 저널》 선정 20세기 가장 영향력 있는 소설 1위
- 굿리즈닷컴 선정 20세기 독자에게 가장 사랑받은 책 1위
- 2006년 영국 도서관-박물관 아카이브 협의회 선정 영국 사서들이 꼽은 필독서 1위
- 2008년 영국 플레이닷컴 선정 영국인들이 꼽은 역사상 최고의 소설 1위
- 2008년 르네상스 러닝 조사 미국 고등학생들이 가장 많이 읽는 책 1위
- 2012년 NPR 선정 최고의 청소년 소설 100선
- 2014년 《비즈니스 인사이더》 선정 모두가 읽어야 하는 미국 고전 25선
- 영국 출판사 폴리오 소사이어티 조사 인류에게 가장 가치 있는 책 7위
- 《타임》, 《가디언》, 《옵서버》, 《BBC 빅리드》, 《뉴스위크》, 《모던 라이브러리》 선정 최고의 소설 100선

### 《파수꾼》
- 굿리즈닷컴 선정 2015년 여름 가장 기대되는 책 1위